# Маебаши
Маебаши (на японски: 前橋市) е град в префектура Гунма, Япония. Населението му е 344 871 жители (2010 г.), а площта e 311,64 кв. км. Намира се в часова зона UTC+9. Основан е през 1892 г.

## Побратимени градове
През 2013 година Маебаши и Велико Търново постигат споразумение за сътрудничество. Делегация от художници от Маебаши посещават Велико Търново в края на май и началото на юни, където представят своя изложба с калиграфия и живопис.
- Бирмингам, САЩ
- Орвието, Италия